# 于波 (足球运动员)
于波（1979年3月2日—），已退役的中国足球运动员，中国足球裁判，沈阳体育学院教师。

## 职业生涯
于波在沈阳金德足球队效力多年，曾经担任队长。2004年，于波因与队友宋振瑜发生冲突，被俱乐部处以“三停”。他曾因被怀疑踢假球而遭到俱乐部封杀。
于波在2008年进入沈阳体育学院足球教研室任教，但被中甲球隊沈阳东进借调踢了一个赛季，2010年才開始正式教學。
于波从30岁开始，经过两年学习拿到了一级裁判资格证，又经过两年的培训和考核，拿到了国家级资格。他2009年开始执法辽宁省青少年比赛，2013年开始执法中国足球乙级联赛，2015年起执法中国足球甲级联赛，2017年起执法中超。

## 争议
2016年中甲联赛武汉卓尔主场与青岛中能的比赛，于波向武汉卓尔球员迈克尔·巴兰特斯出示第二张黄牌后忘记应当将其罚下，两分钟后经第四官员提醒才出牌罚下巴兰特斯。
5月8日中甲预备队联赛呼和浩特中优与梅州客家的比赛之后，呼和浩特中优球员郭胜在新浪微博上爆料称于波吹罚预备队比赛时迟到了一个小时。随后中国足协回应称，经调查于波准时到达了比赛现场，郭胜在比赛中被红牌罚下，郭胜的微博有报复嫌疑。